# Мекуль
Мекуль — река в России, протекает по Сургутскому району Ханты-Мансийского АО Устье реки находится в 799 км по левому берегу реки Большой Юган. Длина реки составляет 37 км.

## Данные водного реестра
По данным государственного водного реестра России относится к Верхнеобскому бассейновому округу, водохозяйственный участок реки — Обь от города Нефтеюганск до впадения реки Иртыш, речной подбассейн реки — Обь ниже Ваха до впадения Иртыша. Речной бассейн реки — (Верхняя) Обь до впадения Иртыша.
Код объекта в государственном водном реестре — 13011100212115200047284.

### Притоки (км от устья)
- 9 км: река Ай-Мекуль